# 子长市
子长市是中华人民共和国陕西省下辖的县级市，由延安市代管，得名於兩萬五千里長征時死亡的中國共產黨人謝子長。子长市位于延安市北部，地处黄土高原腹地，清涧河上游，北依横山，东接子洲县、清涧县，南连延川县、宝塔区，西邻安塞区、靖边县。西包公路横穿全市44.7公里，市中心距延安市区95公里，距西安市466公里。常住人口約22万人，市人民政府駐
瓦窑堡街道。
全市东西长72公里，南北宽55.70公里，面积2405平方公里，耕地3.4万公顷。地势由西北向东南倾斜，海拔930~1562米。地形峁梁起伏，沟壑纵横，为典型的黄土高原丘陵沟壑区。名胜古迹有北钟山石窟、瓦窑堡会议旧址等。土特产有蕎麵煎饼等。

## 历史沿革
西周初，地属翟。东周隶晋、隶魏、隶秦，更迭频繁。
秦统一六国后，全国实行郡县制，于今榆林一带置上郡，在今子长县石家湾乡曹家坬附近设阳周县，隶上郡。
楚汉战争时，项羽于高祖元年（前206）二月在戏（今临潼县东）分封诸侯，封董翳为翟王，改上郡为翟，境内为翟地。七月，董翳降汉，阳周为西汉上郡属县。
新莽时期，王莽改阳周县为上陵峙，仍隶上郡。东汉初，废上陵峙，置肤施县（治所在今绥德附近），子长县为上郡肤施县地。建武十八年（42），罢州牧，复置州刺史部，境内属并州刺史部，仍为肤施县地。三国时期，境内为羌胡占据，未置县。东晋时期，境内相继为前秦、后赵、后秦领地。东晋义熙三年（407），赫连勃勃于奢延水（今无定河）以北、黑水以南筑统万城（今靖边白城子），建夏国，境内为夏国领地。南北朝时期，境内先后为北魏、西魏、北周所辖。北魏始光元年（424），境内属夏州辖。北魏中叶，在今子长、延川县交界地带设朔方郡魏平县，境内为魏平县地。神龟元年（518），在今县东北部设城中县（治所在今子洲境内），境内分属城中、魏平两县。北周，境内为延州城中、魏平县地。
隋代开皇元年（581），城中县避文帝杨坚之父杨忠名讳改称城平县，治所东迁30里（今清涧县境内），境内仍属城平、魏平两县，隶延州。大业三年（607），延州废，置延安郡，境内为延安郡辖地。大业十三年（617）八月，延安、雕阴诸郡降唐，境内属唐。唐代武德元年（618），大并州县，分天下为15道，境内为关内道延州延川县地。天宝元年（742），改州为郡，境内为上郡延川县地。五代十国时期，境内相继为后梁、后唐辖，隶延州。
北宋初，设路以辖州，境内隶郎延路延州，仍为延川县地。至道年间（995～997），境内被两夏占据。康定元年（1040），升安定寨为安定堡。庆历元年（1041）设丹头寨（在今史家畔乡丹头村）。元符元年（1098）在安定堡西北置殄羌寨。崇宁元年（1102），在安定堡西北筑天降山骈城，政和八年（1118）更名制戎城。正大三年（1226），升绥平、怀宁、克戎3寨为绥平、怀宁、克戎3县，今子长县南沟岔乡属怀宁辖，余为延川县地。蒙古宪宗二年（1252），升安定堡为安定县，属延安路辖。至元元年（1264）析置丹头县，至元四年（1267）撤丹头县并入安定县。明洪武二年（1369），改延安路为延安府，子长县属延安府绥德州辖。清代实行省、道、府、县四级行政制，子长县为陕西省延榆绥道延安府属县。
民国二年（1913），省下设道、县两级，子长县隶属陕西省榆林道。二十二年（1933），道制废除，县直属于省。二十三年（1934）八月，中共陕北特委在涧峪岔区景家河村建立陕北第一个县级政权——安定县革命委员会，十月，更名为赤源县临时苏维埃政府，十二月改称赤源县苏维埃政府，为陕北第一个县苏维埃政府，与南京国民政府陕西省安定县政府并存。二十四年（1935）二月，秀延县苏维埃政府在境内建立（治所在今玉家湾镇柳树沟村，1937年10月并入边区安定县）。1935年1月底，陕北省在境内白庙岔（今属安塞县）成立。1936年四月，西北工委在安定县西北和安塞县北部筹建重远县（未公开），五月，在此区域建立子长县（1937年10月废）。赤源、秀延、子长3县隶属陕北省。1936年九月，赤源、秀延、子长3县隶属陕甘晋省。1936年10月，瓦窑堡市（县级建置）建立，亦隶属陕甘晋省。11月中共中央机关进驻瓦窑堡，瓦窑堡遂成中国革命的红都。赤源、秀延、子长、瓦窑堡4县市属陕北省辖。二十六年（1937）九月，边区安定县与陕西省安定县在境内并置，边区安定县为陕甘宁边区政府直属县。二十九年（1940）二月二十九日，陕西省安定县政府撤离，境内属边区安定县辖。三十一年（1942）五月一日，为纪念革命烈士谢子长，经陕甘宁边区政府批准，安定县改为子长县，沿用至今。
中华人民共和国成立后，陕西省人民政府于1950年5月2日发布划分区域命令，子长县为绥德分区辖县。1956年10月5日，子长县划归延安专署辖。1958年11月，安塞县治撤销，原安塞县北部地区划入子长县，1961年6月复归安塞。
2019年7月25日，陕西媒体公布撤县设市消息，经国务院批准，撤销子长县，设立县级子长市，以原子长县的行政区域为子长市的行政区域，子长市人民政府驻瓦窑堡街道安兴路46号。子长市由陕西省直辖，延安市代管。

## 行政区划
子长市下辖1个街道办事处、8个镇：
瓦窑堡街道、杨家园则镇、玉家湾镇、安定镇、马家砭镇、南沟岔镇、涧峪岔镇、李家岔镇和余家坪镇。

## 人口
延安市第七次全国人口普查公报显示：子长市常住人口为217735人，男性占比52.71%，女性占比47.29%，年龄结构中0-14岁占比20.76%，15-59岁占比62.78%，60岁以上占比16.46%，65岁以上占比10.85%。

## 经济
煤炭、石油是子长市的支柱产业。

## 交通
- 铁路：包西铁路子长站
- 公路： 210国道、 340国道过境。